# FIBA Europe Men’s Player of the Year Award
FIBA Europe Men’s Player of the Year Award – oficjalna nagroda dla najlepszego koszykarza z Europy przyznawana corocznie od 2005 przez FIBA Europe (Europejską Federację Koszykówki).
Nagroda została ustanowiona przez FIBA Europe w grudniu 2005 roku. Postanowiono wówczas, że począwszy od 2005 roku, wybierani będą najlepsi koszykarze i koszykarki z Europy w czterech różnych kategoriach: seniorów, seniorek, młodych koszykarzy (do lat 22) i młodych koszykarek (także do lat 22). Nagrodzony może zostać każdy koszykarz z Europy, niezależnie od klubu i ligi, w jakiej występował w danym roku kalendarzowym. Zwycięzca każdej z czterech nagród otrzymuje pamiątkowe trofeum.
W pierwszej edycji (za 2005 rok) o zwycięzcy decydowały głosy przedstawicieli mediów, a triumfatora FIBA Europe Men’s Player of the Year Award ogłoszono 26 stycznia 2006. Od drugiej edycji (za 2007) głosowanie podzielono na dwie grupy: pierwszą stanowią głosy trenerów, koszykarzy i dziennikarzy, którzy wybierają po 3 najlepszych graczy, a wyniki ich głosowania stanowią 70% ostatecznego rezultatu, a drugą stanowią głosy internetowe kibiców, którzy także wybierają po 3 najlepszych graczy, a wyniki ich głosowania stanowią 30% ostatecznego wyniku.
Czterech koszykarzy zostało wyróżnionych tym tytułem więcej niż raz – Pau Gasol, który zwyciężył w 2008 i 2009 roku, Andriej Kirilenko (2007 i 2012), Dirk Nowitzki (2005 i 2011) i Tony Parker (2013 i 2014).

## Zwycięzcy
| Rok  | Zawodnik           | Kraj      |
| ---- | ------------------ | --------- |
| 2005 | Dirk Nowitzki      | Niemcy    |
| 2006 | Teodoros Papalukas | Grecja    |
| 2007 | Andriej Kirilenko  | Rosja     |
| 2008 | Pau Gasol          | Hiszpania |
| 2009 | Pau Gasol          | Hiszpania |
| 2010 | Miloš Teodosić     | Serbia    |
| 2011 | Dirk Nowitzki      | Niemcy    |
| 2012 | Andriej Kirilenko  | Rosja     |
| 2013 | Tony Parker        | Francja   |
| 2014 | Tony Parker        | Francja   |